# Nathan Carter
Nathaniel Carter (ur. 30 lipca 1984 w Toronto) – kanadyjski aktor.

## Filmografia
- 1993: Szachowe dzieciństwo (Searching for Bobby Fischer) jako kolega Josha
- 1996–2000: Czynnik Psi (PSI Factor: Chronicles of the Paranormal) jako Absolution
- 1997:	Rodem z policji 2 (Breach of Faith: Family of Cops II) jako Ronald „Ronnie” Grissom
- 1998: Sławny Jett Jackson (The Famous Jett Jackson) jako Henri
- 1999:	Ecstasy jako Danny
- 1999: Holiday Romance, A jako Hal
- 2003: Kraina śmierci (Deathlands)  jako Jak Lauren
- 2003–2005: Radiostacja Roscoe (Radio Free Roscoe) jako Travis Strong/Smok
- 2007: A Broken Life jako student
- 2010: Last Monday jako Nick